# كامبريدج (نيويورك)
كامبريدج (بالإنجليزية: Cambridge, New York)‏ هي بلدة أمريكية تقع في الولايات المتحدة في مقاطعة واشنطن، نيويورك. يقدر عدد سكانها بـ 2,152 نسمة .

## توأمة
لكامبريدج (نيويورك) اتفاقيات توأمة مع:
- سكونتروني

## أعلام
- هارمون إس. غريفز
- جيمس إس. سمارت
- لورا جيمس
- ويليام جونز
- توماس تالبوت